# João Caetano
João Caetano dos Santos (Itaboraí, 27 de enero de 1808 — Río de Janeiro, 24 de agosto de 1863) fue un importante actor y director de teatro brasileño.

## Biografía
Empezó su carrera como amateur, hasta que el 24 de abril de 1831 estrenó como profesional la obra O carpinteiro de Livônia, más tarde conocida como Pedro, o Grande. Dos años más tarde, en 1833, empezó a trabajar en el teatro de su ciudad natal con un grupo de actores brasileños. En 1838, nació la Compañía Nacional João Caetano.
Caetano también ejerció funciones de empresario y director. Autodidacta del arte dramático, su género favorito era la tragedia, aunque también realizó papeles cómicos. Además de actuar en muchas obras, tanto en Río como en otras ciudades, publicó dos libros sobre el arte de representar: Reflexões Dramáticas (1837) y Lições Dramáticas (1862).
En 1860, tras una visita al conservatorio real de Francia, organizó en Río una escuela de Arte Dramático totalmente gratuita. Además, promovió la creación de un tribunal para premiar la producción nacional.